# Train du Bas-Berry
Le Train du Bas-Berry est un chemin de fer touristique géré par la société pour l'animation du Blanc-Argent (SABA) qui fait circuler des trains historiques sur la ligne à voie métrique entre Argy et Valençay. 
Cette section fait partie de l'ancienne ligne du Blanc Argent dont le tracé traverse la campagne du Berry.

## Histoire

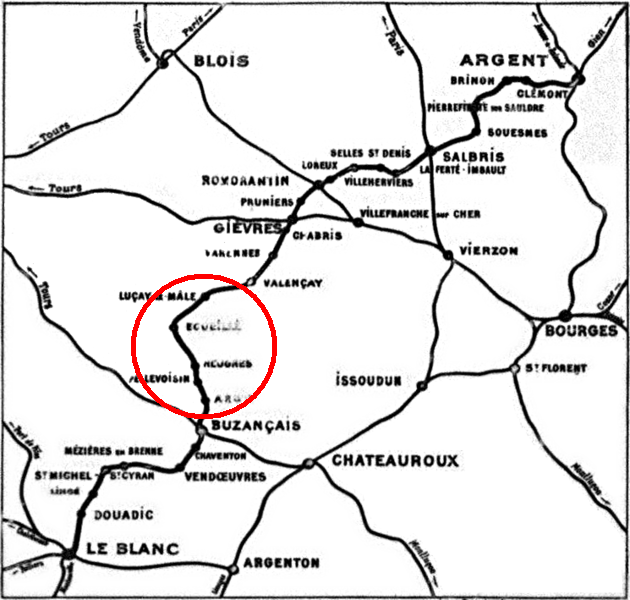
Situation du chemin de fer touristique entre Argy et Valençay.

Ce tronçon de ligne construite à voie métrique fait partie du réseau de chemin de fer de la  compagnie du chemin de fer de Paris à Orléans (PO) entre  1893 et 1906 puis par la compagnie du Chemin de fer du Blanc-Argent avant d'être exploité à partir de 1995 par la Société pour l'Animation du Blanc Argent (SABA). 
La voie est d'origine et présente une particularité peu courante pour l'écartement métrique, c'est d'être armée avec du rail à « double champignon » d'un poids de 25 kg/m, calé par des coussinets tirefonnés sur les traverses. L'ensemble repose sur un lit de sable au lieu de l'habituel ballast. 
Une partie de la ligne sauvegardée est inscrite au titre des monuments historiques par arrêté du 18 janvier 1993 :
- la voie ferrée entre Argy et Luçay-le-Mâle (communes de Écueillé, Heugnes, Luçay-le-Mâle et Pellevoisin) ;

- les façades et toitures du bâtiment-voyageurs d'Argy et halle à marchandises accolée, la lampisterie, le quai découvert, le puits, ainsi que la plateforme et les voies armées de rails à double champignon incluant la voie de cour ;
- les façades et toitures de la maison de garde-barrières de la Bonduaire (PN 139) avec ses quatre barrières pivotantes et ses deux portillons.

## Exploitation
La société pour l'animation du Blanc-Argent (SABA), association loi de 1901, gestionnaire du train touristique est à l'origine de la sauvegarde de ce tronçon du chemin de fer du chemin de fer du Blanc à Argent qui est devenu propriété du Syndicat intercommunal. 
Depuis 2005, elle exploite le tronçon d'Argy à Luçay-le-Mâle. Depuis août 2019, cette exploitation est prolongée jusqu'à Valençay, permettant ainsi à nouveau la correspondance avec les trains TER Centre-Val de Loire. L'association a récupéré le tronçon Luçay-le-Mâle - Valençay, à la suite de l'arrêt de l'exploitation de celui-ci en 2009 par le service TER, en raison du mauvais état de la voie. 
Cette réouverture est autorisée grâce à des travaux de réhabilitation réalisés durant le premier semestre 2019, avec notamment, le renouvellement d'un pont-rail,, financés par le département et la région. Le tronçon appartient toujours au réseau ferré national, mais est désormais exploité par la SABA.
Durant les mois de juillet et août, la section de Valençay à Luçay-le-Mâle est exploitée en vélorail par la SABA.

## Gares

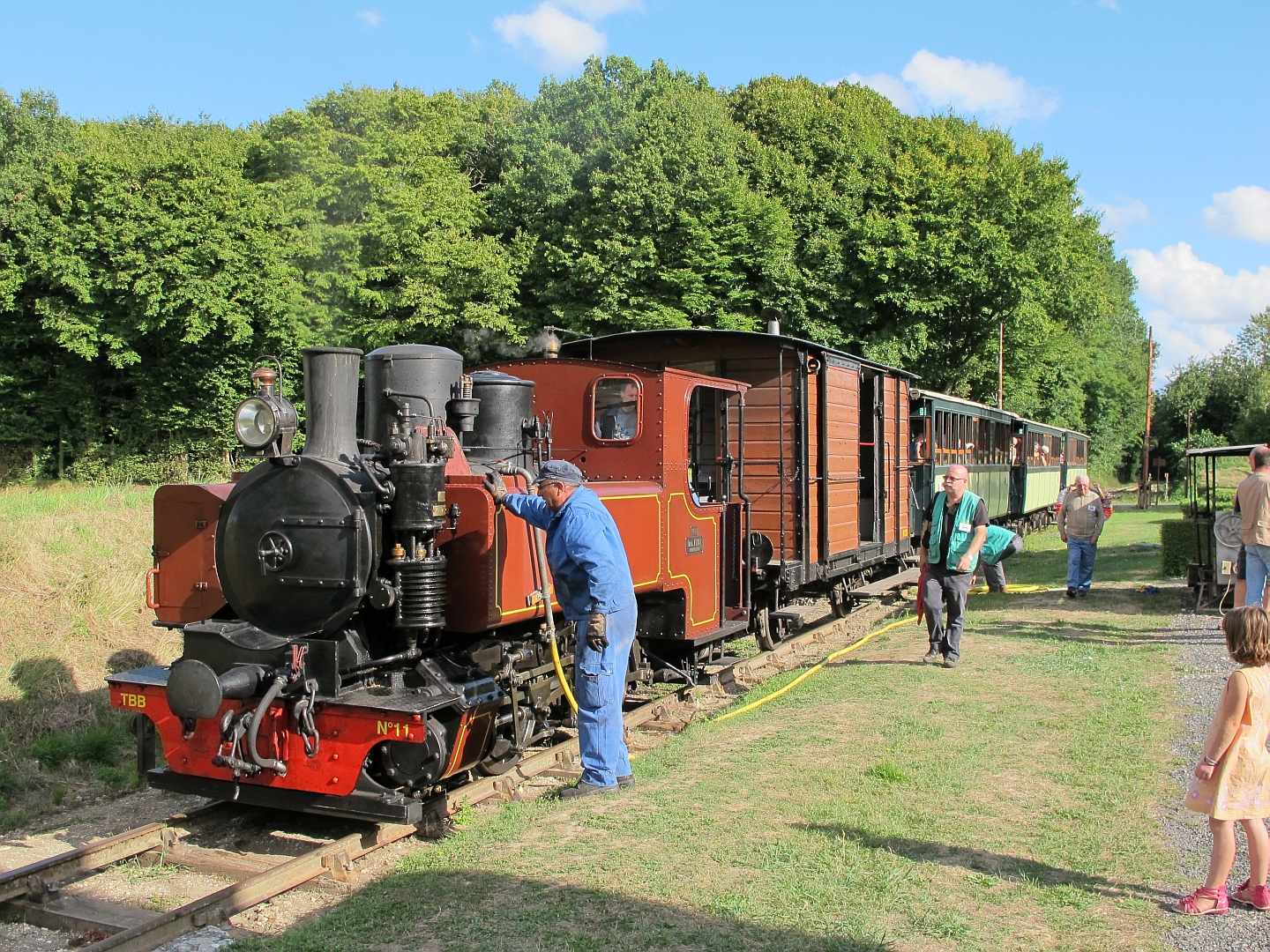
Arrêt du train en gare d'Heugnes.

- Gare d'Argy,
- Gare de Pellevoisin,
- Gare d'Heugnes,
- Gare d'Écueillé,
- Gare de La Foulquetière,
- Gare de Luçay-le-Mâle.

## Les collections
Les listes suivantes ne sont pas exhaustives et devront être complétées ou actualisées au fil du temps (dernière actualisation en août 2024) :

### Locomotives à vapeur
| Photo | Matricule                    | Constructeur et date | État actuel                                            | Origine et informations techniques |
| ----- | ---------------------------- | -------------------- | ------------------------------------------------------ | --- |
|       | 020T no 11 dite « La Grise » | Corpet-Louvet, 1921  | Opérationnelle                                         | - Numéro constructeur : 1589 - Ex-entreprise Paul Frot. - Propriété de la FACS. - Locomotive provenant du Chemin de fer de la baie de Somme et arrivée le 5 mars 2007. - 6,24 m, 14,8 t (00,0 t en ordre de marche), vitesse maximum : 00 km/h (000 ch). - Timbre chaudière : 12,5 kg/cm². - Capacité de la soute à charbon : 380 kg. - Capacité de la soute à eau : 1 500 L (1,5 m3). - Distribution : Walschaerts à tiroirs plans. |
|       | 030T no 103                  | Pinguely, 1905       | Hors service (en attente d'une restauration complète). | - Numéro constructeur : 167 - Ex-Chemins de fer du Morbihan. - Rachetée à la SGVA et arrivée le 6 mai 2017. - 7,04 m, 18,5 t (00,0 t en ordre de marche), vitesse maximum : 00 km/h (000 ch). - Timbre chaudière : 12,5 kg/cm². - Capacité de la soute à charbon : 0,0 t. - Capacité de la soute à eau : 0 000 L (0 m3). - Distribution : Walschaerts à tiroirs plans.                                                               |
|       | 040T no 24                   | Corpet-Louvet, 1923  | Hors service (en cours de restauration complète).      | - Numéro constructeur : 1616 - Ex-entreprise Paul Frot. - Propriété de la FACS. - Locomotive provenant du Chemin de fer du Vivarais et arrivée en novembre 2009. - 0,00 m, 24 t (30,35 t en ordre de marche), vitesse maximum : 00 km/h (300 ch). - Timbre chaudière : 12,5 kg/cm². - Capacité de la soute à charbon : 0,0 t. - Capacité de la soute à eau : 0 000 L (0 m3). - Distribution : Walschaerts à tiroirs plans.           |

### Autorails, locomotives et locotracteurs diesel
- Autorails Verney de la série X 210 : X 211 et X 224.
- Autorail de Dion-Bouton de la série X 200 : X 205.
- Autorails Socofer de la série X 240 du chemin de fer du Blanc-Argent : X 241 et X 242 confiés sous convention[11],[12].

Autorails
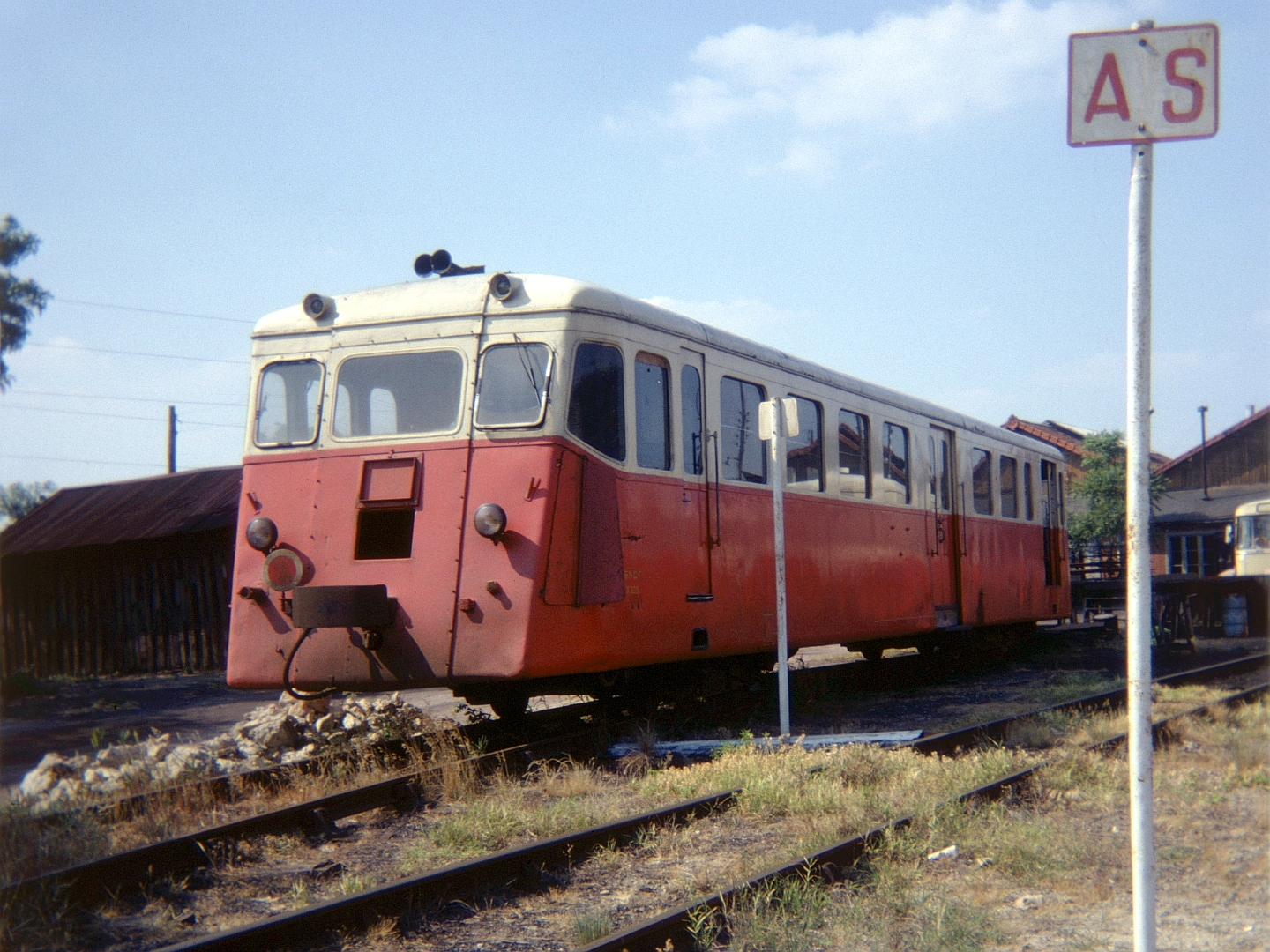
De Dion-Bouton X 205 (Blanc-Argent).
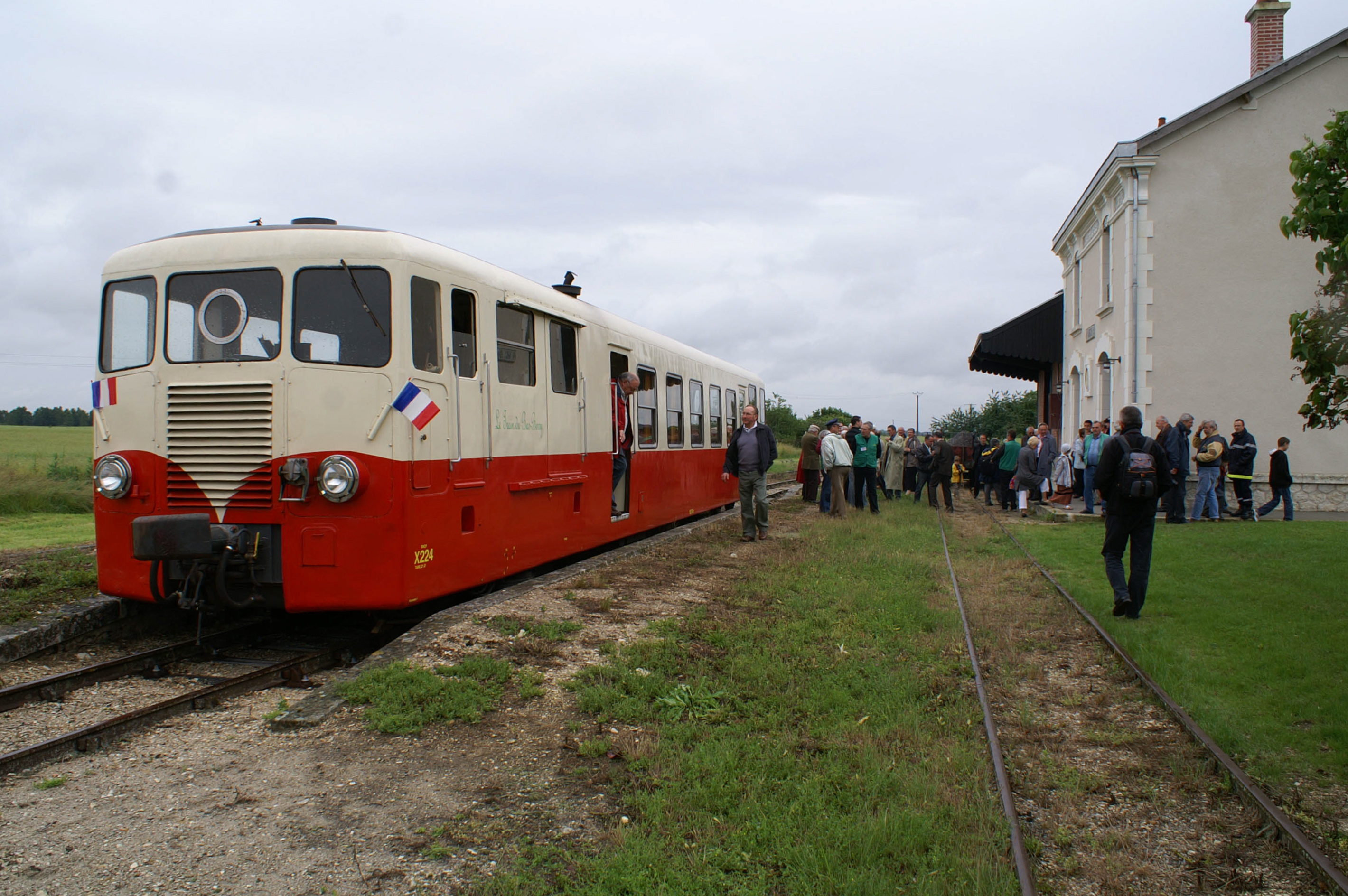
Verney X 224 (gare d'Argy).
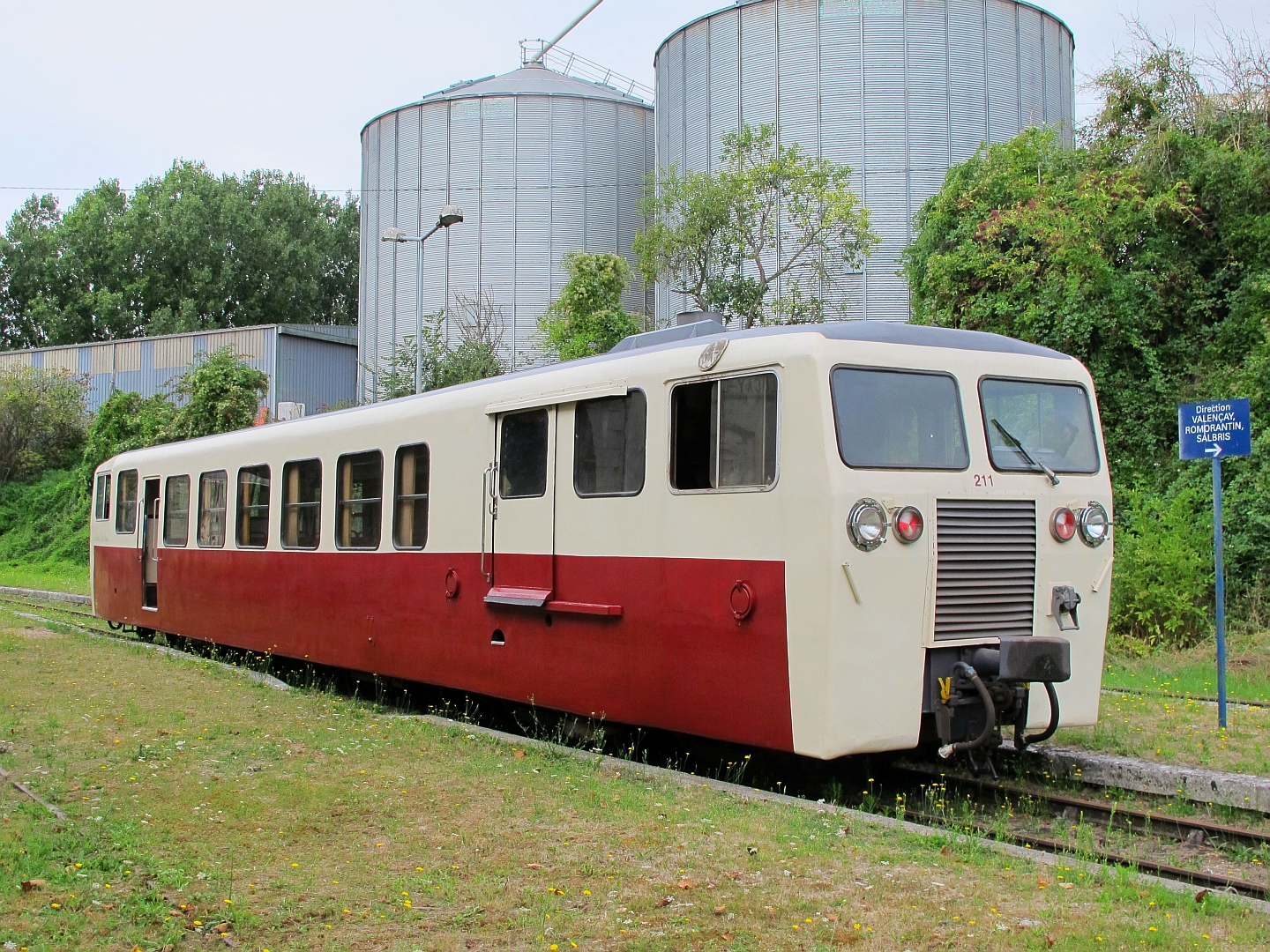
Verney X 211 (gare de Luçay-le-Mâle).
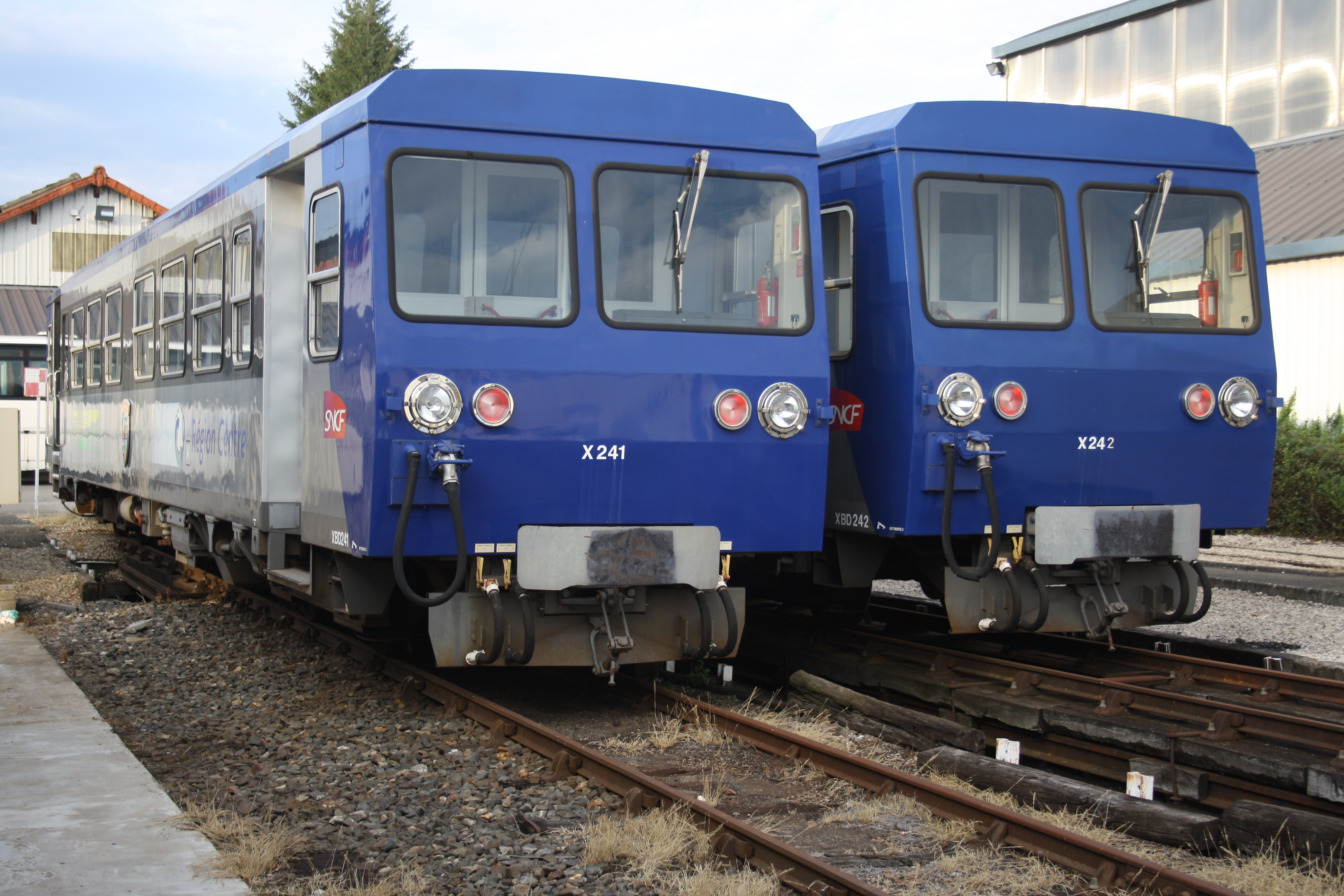
Socofer X 241 et X 242 (Romorantin).

- Draisine Renault no 713 de 1930.
- Draisine Billard no 208 de 1968.
- Draisine Billard modernisée CFTA (exposée en gare d'Argy).
- Locotracteur Deutz no 56115, de 1955, ex Li Trimbleu (Belgique).
- Locotracteur Deutz no 56116, de 1955, ex Li Trimbleu (Belgique).
- Locotracteur Brookville no 3162, de 1945.
- Locotracteur Comessa de 1935.
- Locotracteur CFD no 2, 1945, puis le 20-2-1952 devenu BA 12, arrivée le 7 octobre 2011.
- Locotracteur CFD no 4 de 1939, construit sur châssis de 030T Couillet (693) de 1884.
- Locotracteur BA 13, construit en 1953 sur le châssis de la 030T no 25 Blanc-Misseron (257) de 1901[13], arrivée au mois d'avril 2017.
- Locotracteur de 40 kW construit par la firme RACO à Landquart, ex-Chemins de fer rhétiques no Tm 2/2 20, arrivé au mois de juillet 2021.
- Locotracteur DIEMA DVL 15 construit en 1966, ex-chemin de fer Lausanne-Échallens-Bercher Tm 2/2 1, arrivé au mois de juillet 2024.

### Voitures à voyageurs et wagons de marchandises
- Voitures de voyageurs historiques à bogies :
  - Voitures ex Tramways de la Sarthe, B 39 à 41, à bogies, ex Chemin de fer du Vivarais, propriété FACS  Classé MH (1992)[14],[15],[16].
  - Voitures ex chemin de fer Nyon-Saint-Cergue-Morez no 52 livrée par SIG en 1918.
  - Voitures ex chemin de fer Nyon-Saint-Cergue-Morez no 61 et 62, livrées par Dyle et Baccalan en 1922.
- Voitures de voyageurs historiques à deux essieux :
  - Voitures ex chemin de fer Aigle-Sépey-Diablerets no 32 et 33, livrées par SIG en 1914.
  - Voitures suisses construites par SWS en 1917, no 92 et 163, à 2 essieux, ex B16 et B17 de l'Oberaargau-Jura-Bahn (OJB), ex C16 et C 17 du Langenthal - Melchnau - Bahn (LMB) avant 1958.
  - Voiture suisse no B 232, à 2 essieux et plates-formes extrêmes ouvertes, ex-Chemins de fer électriques de la Gruyère et cédée par le GFM Historique. Arrivée à Écueillé au mois d'octobre 2017.
- Véhicules transformés :
  - Baladeuse, ex wagon tombereau TK 331, Dyle et Bacalan de 1923.
  - Baladeuse, ex wagon couvert K 106 ANF de 1904, ex PO-Corrèze, la série K 101 à 125 a circulé sur le Meusien (1917-18).
- Remorques d'autorails :
  - Remorque Verney, XR 701.
  - Remorque Verney, XR 703 (en livrée verte).
- Fourgons à bagages :
  - Fourgon Df 225, ex Réseau breton, ex Chemin de fer du Vivarais, propriété FACS  Classé MH (1992)[17].
  - Fourgon Dpf 51, ex PO-Corrèze, 1903, Blanc-Misseron - propriété SNCF  Classé MH (1993)[18].

Fourgons à bagages
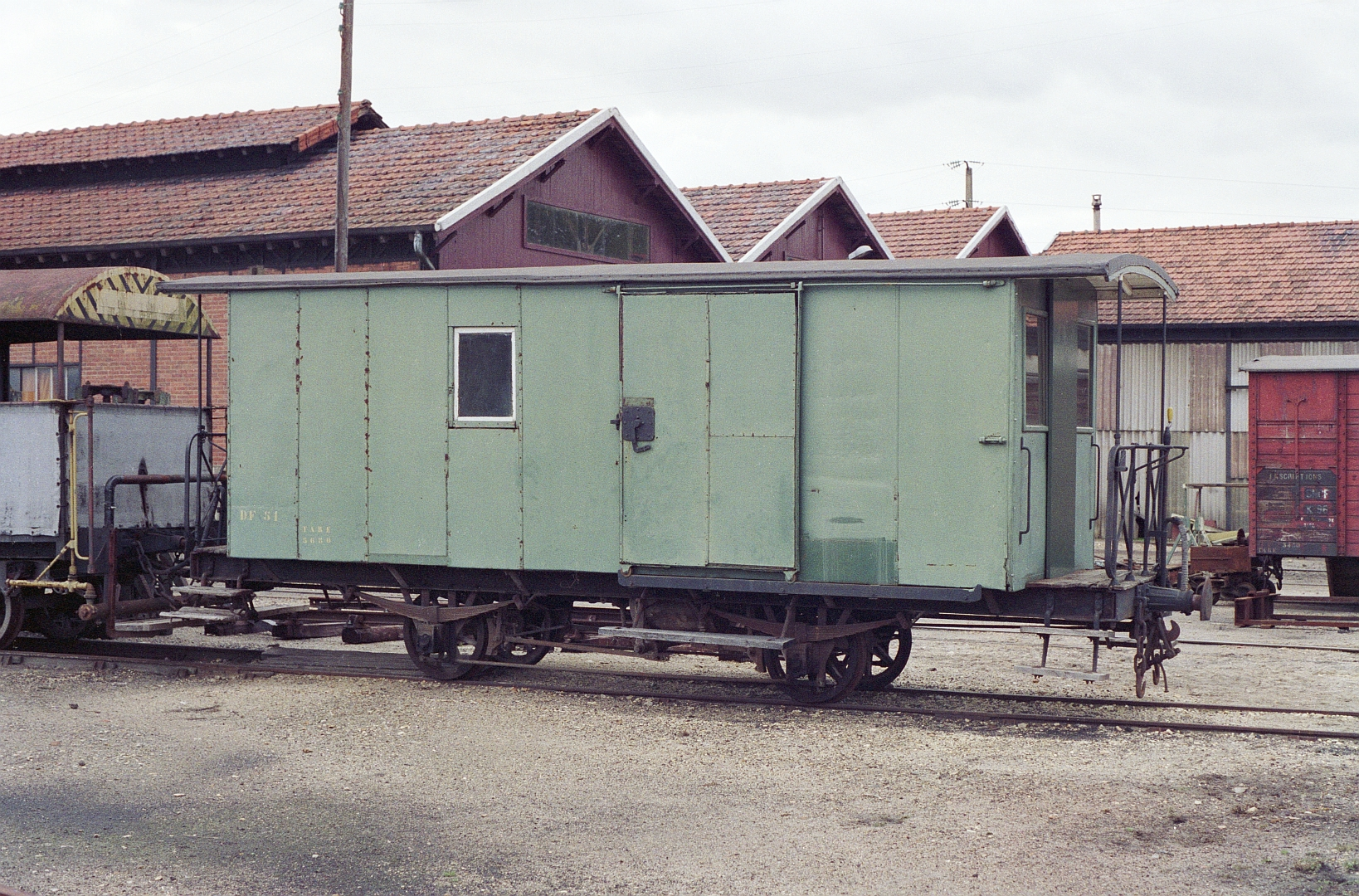
Le Df-51.
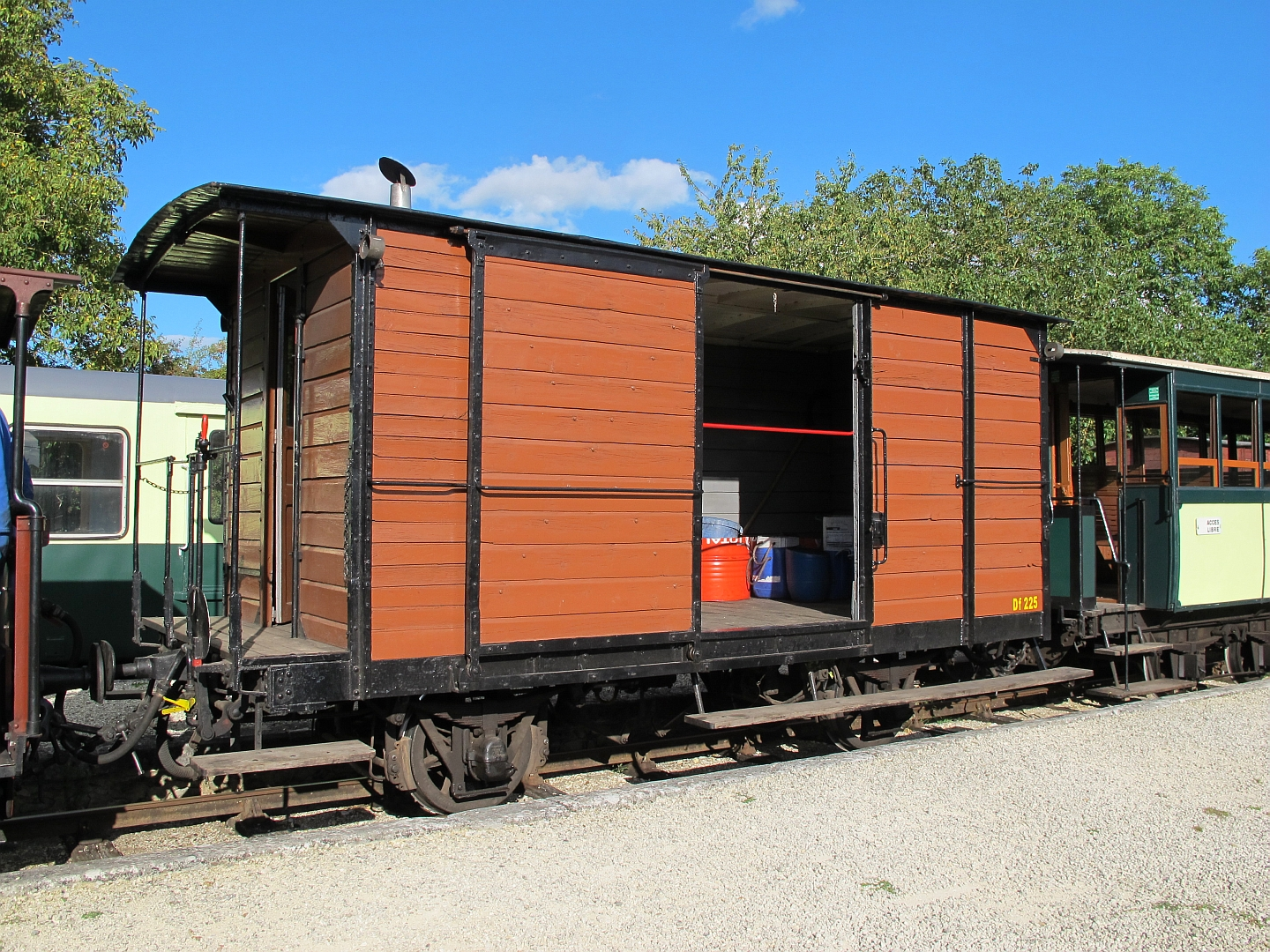
Le Df-225.

- Wagons de marchandises :
  - Wagon plat à traverse mobile, L 501, BA 1901.
  - Wagon plat à bords tombants, N 445, BA 1901  Classé MH (1993)[19].
  - Wagon plat SWS, OM 806 de 1903, ex-M 98 à essieux, origine Chemins de fer électriques de la Gruyère, Suisse.
  - Wagon plat SWS, OM 911 de 1905, ex-OM 130 à bogies, origine Chemins de fer électriques de la Gruyère, Suisse.
  - Wagon plat, Société Horme Buire 1911, F 259, ex TN 2494 (Sud France) puis TN 394 (CP), transformé en balastière, ex chemin de fer de Provence.
  - Wagon plat à bogies R 254, ex TMB 3(Sud France) puis TB 503 (CP), Chantiers de la Buire 1898, ex chemin de fer de Provence.
  - Wagon plat à bogies HMY 2017, ex-BA, ex-POC et ex-RB, construit à partir du châssis d'une ancienne voiture voyageurs du Réseau breton.
  - Wagon plat à bogies HMY 2019, ex-BA, ex-POC et ex-RB, construit à partir du châssis d'une ancienne voiture voyageurs du Réseau breton.
  - Wagon couvert K 101, PO-Corrèze 1904  Classé MH (1993)[20].
  - Wagon couvert K 112, PO-Corrèze 1904, la série K 101 à 125 a circulé sur le Meusien (1917-18).
  - Wagon couvert K 204, BA 1901
  - Wagon couvert K 207, BA 1901
  - Wagon couvert K 208, BA 1901
  - Wagon couvert K 214, BA 1901
  - Wagon couvert K 232, BA 1902
  - Wagon couvert K 244, BA 1902
  - Wagon couvert K 260, BA 1902
  - Wagon couvert K 281, BA 1922  Classé MH (1993)[21] .
  - Wagon couvert Gb 655, construit par SIG en 1919, origine chemins de fer fribourgeois Gruyère–Fribourg–Morat (GFM), Suisse.
  - Wagon couvert Gb 656, construit par SIG en 1919, origine chemins de fer fribourgeois Gruyère–Fribourg–Morat (GFM), Suisse.
  - Wagon tombereau I 323, BA 1908, transformé en couvert TK 323.
  - Wagon tombereau Ek 713, ex-Chemins de fer électriques de la Gruyère.
  - Wagon grue ZI, BA 1902, Baume & Marpent.
  - Wagon désherbeur ex chemin de fer Nyon-Saint-Cergue-Morez, ancien plat M2 livré par SIG en 1913.
  - 3 ballastières à bogies d'origine roumaine, acquises auprès de Colas Rail.

Voitures - Remorque - Wagons
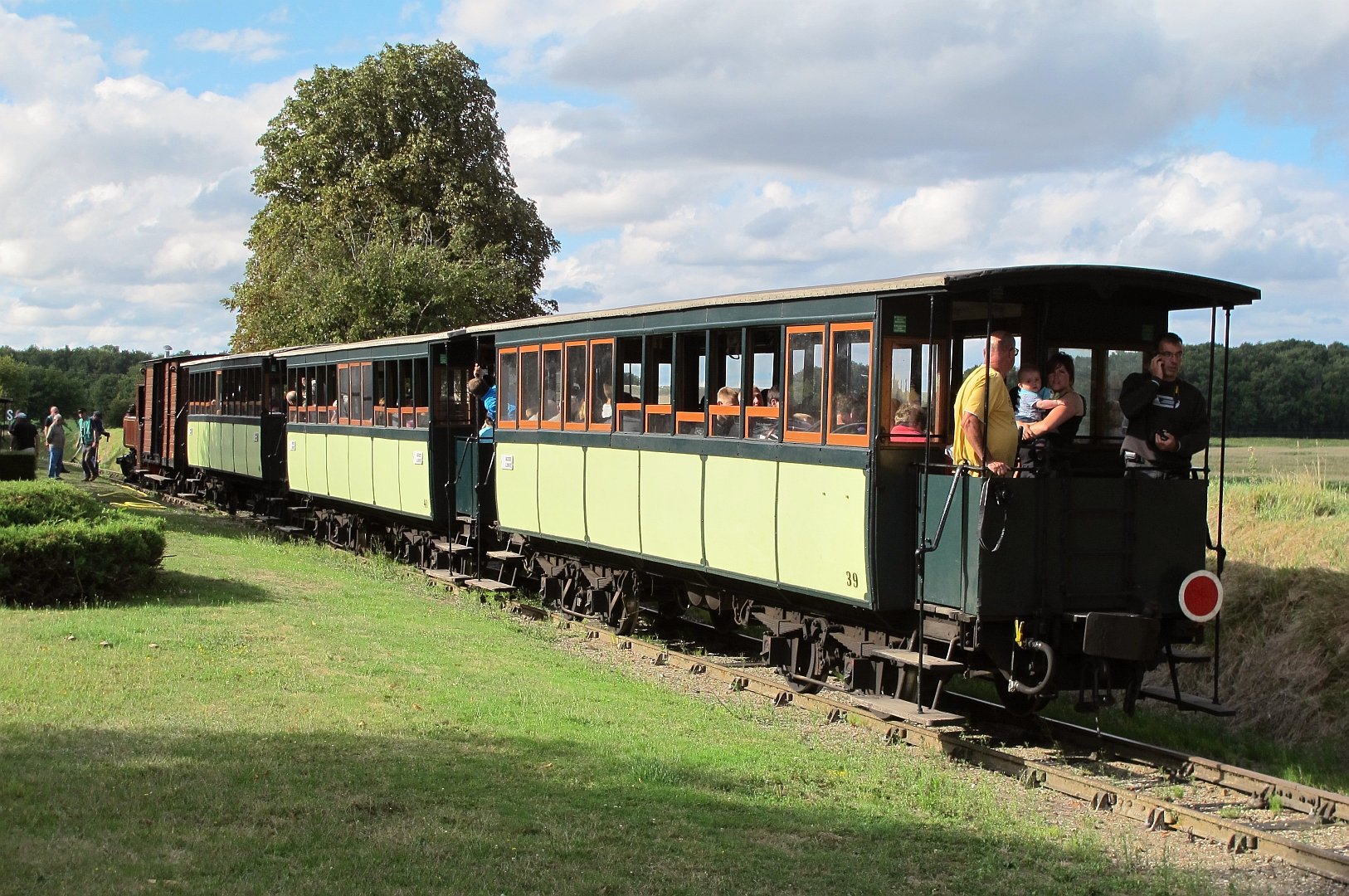
Voitures ex-Tramways de la Sarthe et ex-POC.
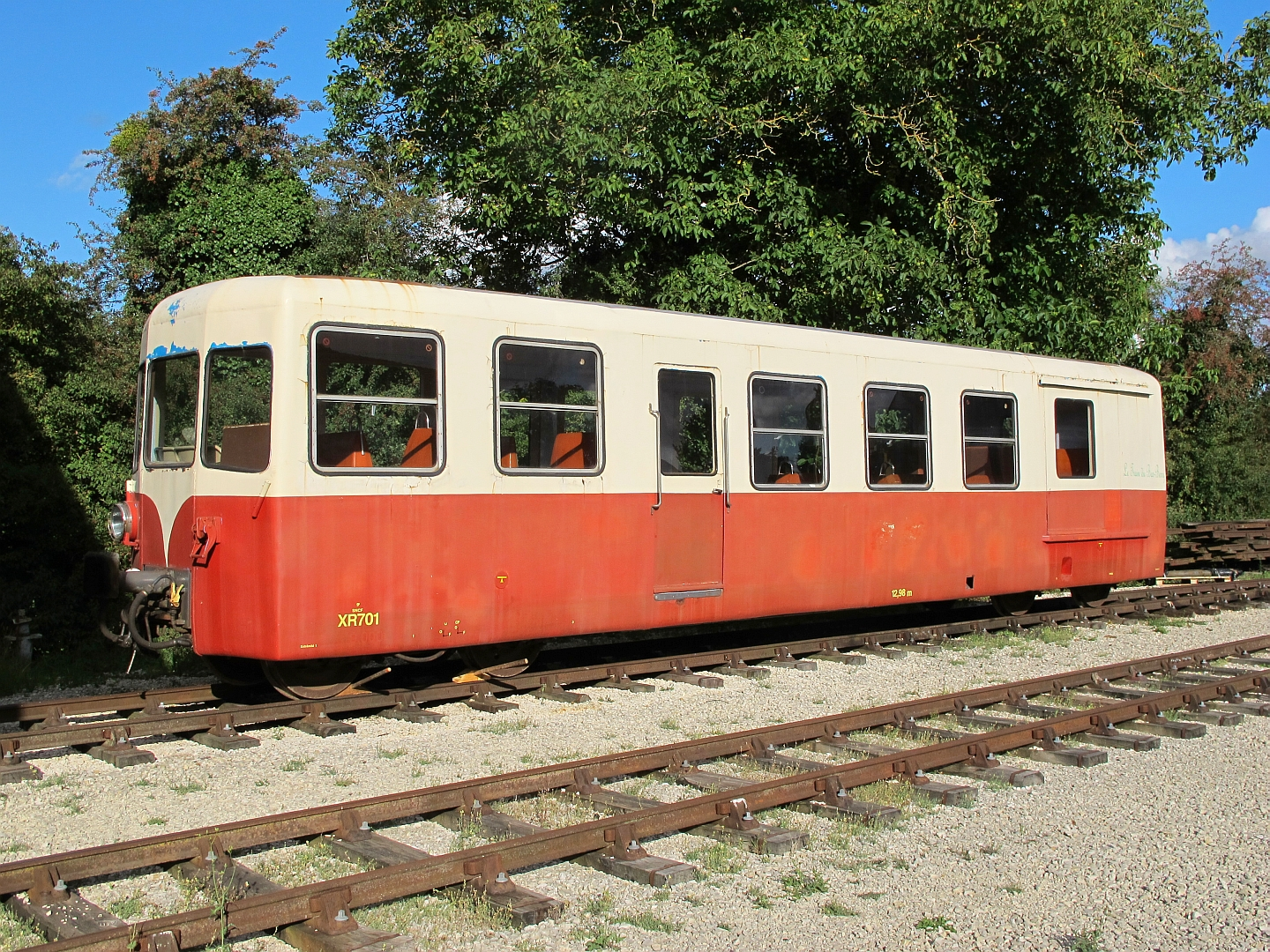
Remorque Verney XR 701 ex-POC et ex-Blanc-Argent.
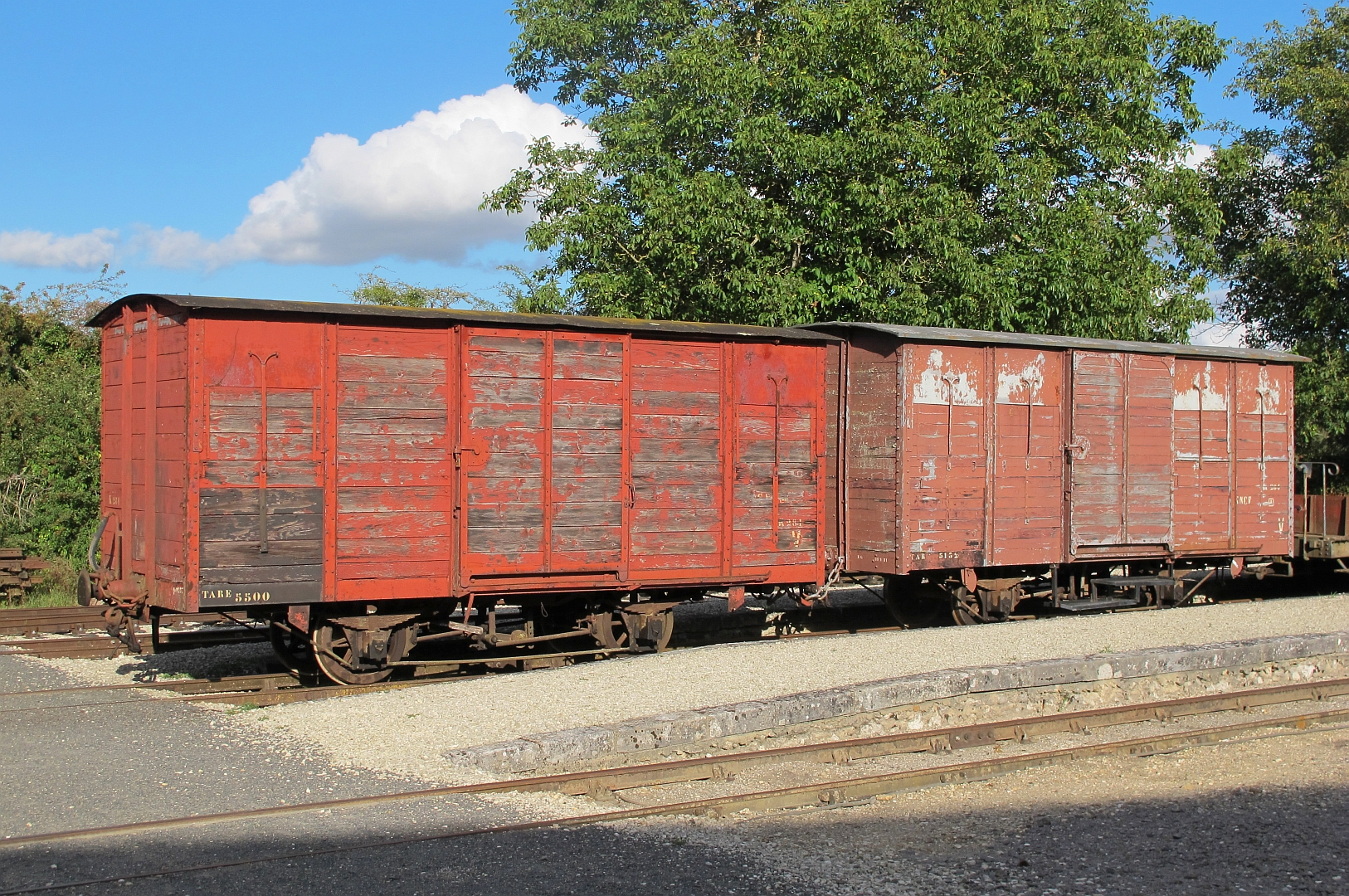
Wagons K 281 et K 204 en gare d'Écueillé.